# Abdelmajid Chetali

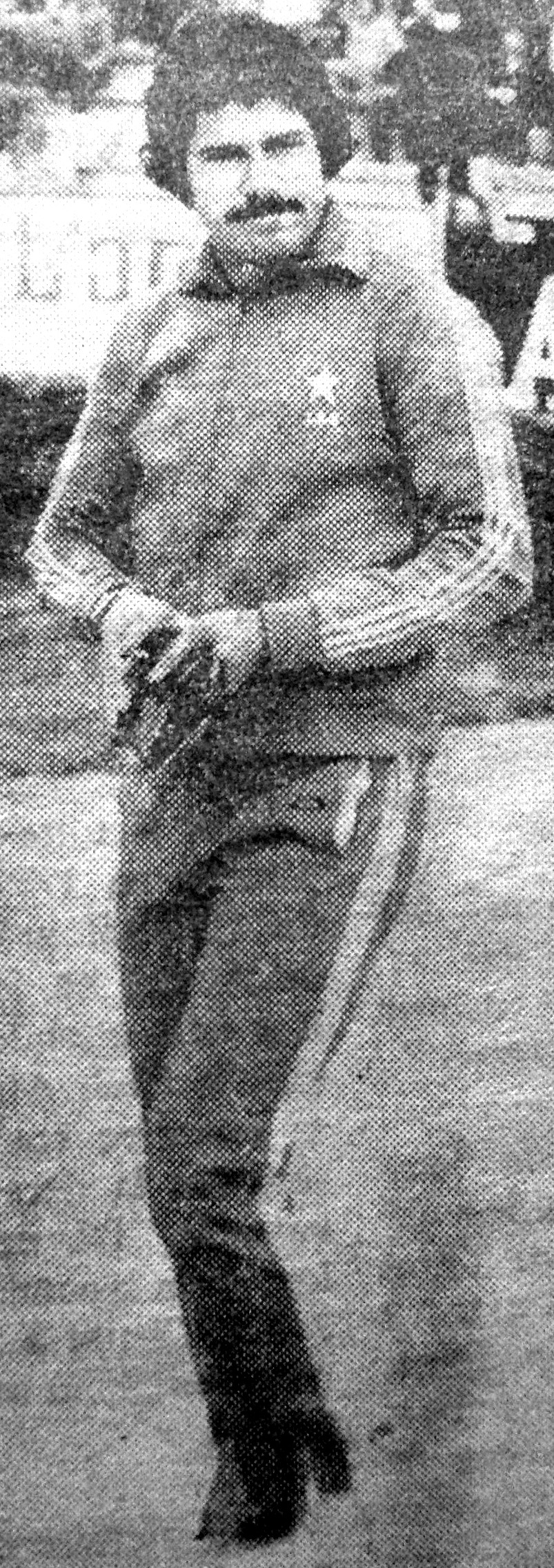
Chetali dirigiendo al Étoile du Sahel en 1973.

Abdelmajid Chetali (en árabe: عبد المجيد الشتالي‎; Sousse, protectorado francés de Túnez, 4 de julio de 1939) es un exfutbolista y entrenador de fútbol de Túnez que jugó en la posición de centrocampista.

## Carrera

### Club
Jugó toda su carrera como jugador con el Etoile du Sahel de 1957 a 1968, con quien fue campeón nacional en tres ocasiones y ganó dos títulos de copa nacional.

### Selección nacional
Jugó para Túnez en 70 ocasiones de 1959 a 1965 y anotó cuatro goles; participó en los Juegos Olímpicos de Roma 1960 y en dos ediciones de la Copa Africana de Naciones.

### Entrenador
| Periodo   | Club            |
| --------- | --------------- |
| 1970–1975 | Étoile du Sahel |
| 1975–1978 | Túnez           |
| 1979–1980 | Al Ain FC       |
| 1983–1985 | Al-Wehda Mecca  |
| 1988      | Baréin          |
| 2004–2005 | Étoile du Sahel |

## Logros

### Como jugador
Étoile du Sahel
- Tunisian Ligue Professionnelle 1: 1958, 1963, 1966
- Tunisian Cup: 1959, 1963

Túnez
- Arab Cup of Nations: 1963

### Como entrenador
Étoile du Sahel
- Tunisian Ligue Professionnelle 1: 1972
- Tunisian Cup: 1974, 1975
- Maghreb Champions Cup: 1973
- Maghreb Cup Winners Cup: 1975

Túnez
- Palestine Cup of Nations: 1973
- Clasificación a la Copa Mundial de Fútbol de 1978